# Якунувко
Якунувко (пол. Jakunówko, нім. Jakunowken) — село в Польщі, у гміні Позездже Венґожевського повіту Вармінсько-Мазурського воєводства.
Населення — 219 осіб (2011).
У 1975-1998 роках село належало до Сувальського воєводства.

## Демографія
Демографічна структура станом на 31 березня 2011 року:
|          | Загалом | Допрацездатний вік | Працездатний вік | Постпрацездатний вік |
| -------- | ------- | ------------------ | ---------------- | -------------------- |
| Чоловіки | 107     | 16                 | 72               | 19                   |
| Жінки    | 112     | 16                 | 58               | 38                   |
| Разом    | 219     | 32                 | 130              | 57                   |